# 本町 (台北市)
本町（ほんまち）は、日本統治時代の台湾に存在した台北州台北市の町丁。本町一丁目から本町四丁目までで構成された。人口は2,280人、世帯数は409世帯（1935年10月1日現在）。

## 地理
かつての台北市中心部、表町の西に位置する。

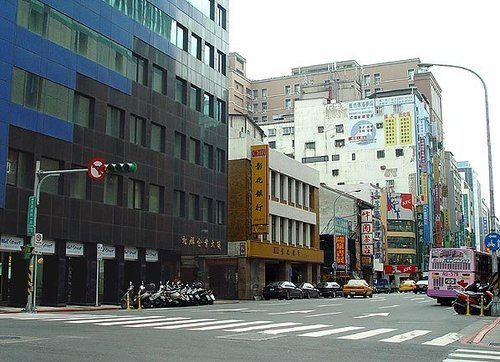
現在の本町（重慶南路、開封街）

現在の台北市中正区の北西の角に位置した。町の北側の境界線は忠孝西路一段を東端とし、台北郵便局の東側を西端とした。町の西側の境界線は重慶南路一段を北端に、開封街一段、開封街一段60号、漢口街一段、華南銀行、衡陽路に至る区域である。南側は衡陽路を境界線とし、東側は懐寧街を境界線とした。町内を南北に貫く形で位置した重慶南路一段は、日本統治時代に「本町通」と呼ばれた。
この地域は日本統治時代に繁華街として栄えた商業地区であり、三和銀行、専売局台北支局、日本石油などの大きな商業施設が並んだ。専売局台北支局は二二八事件の契機となった政府機関であった。

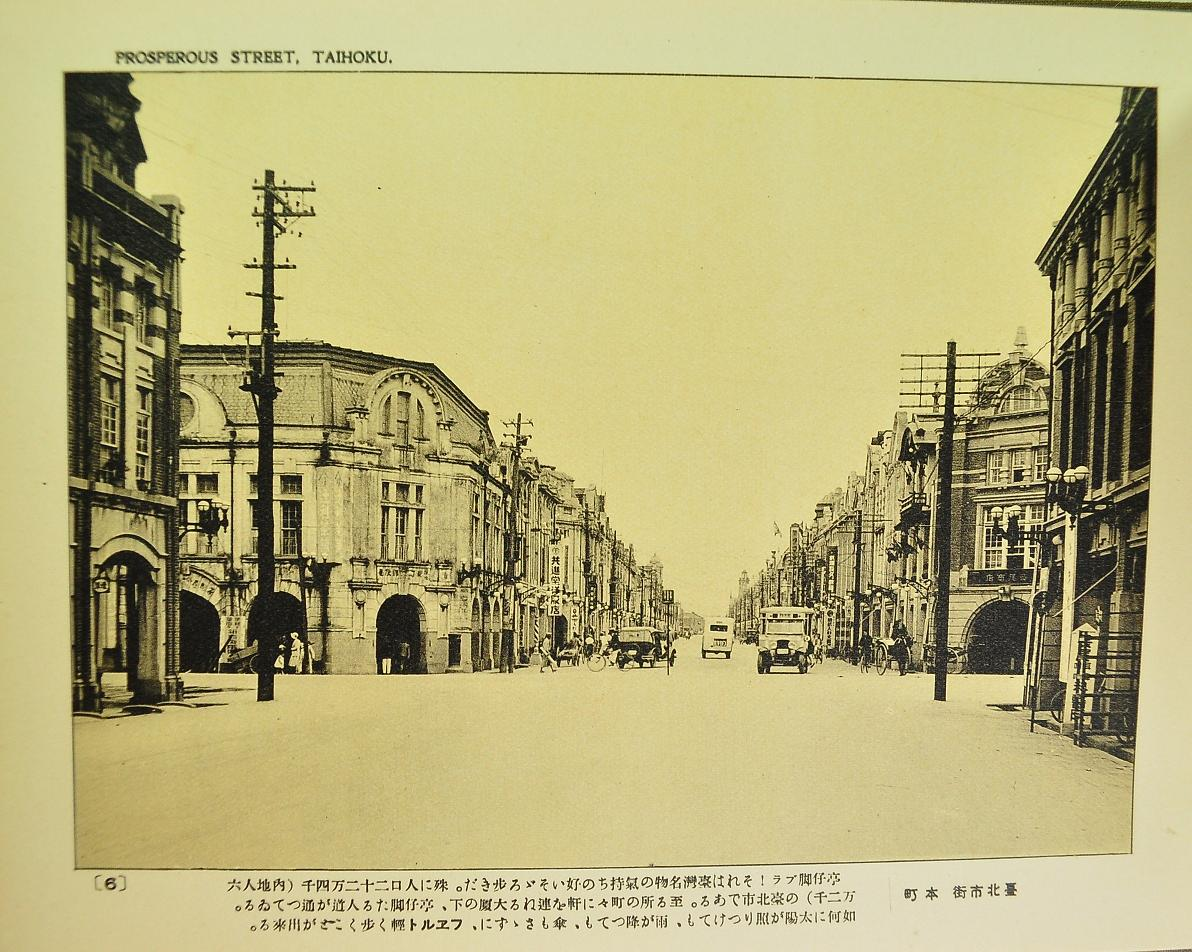
台北市街 本町（1934年）
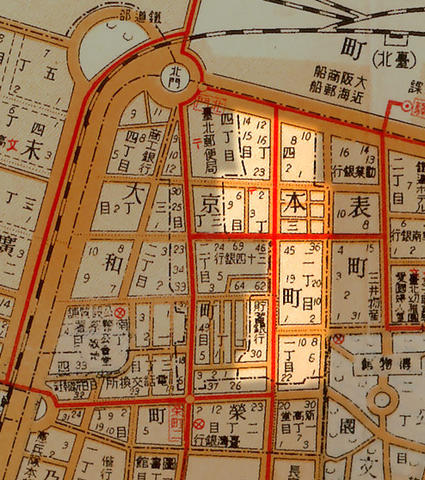
本町の範囲

## 歴史

### 年表
- 1922年（大正11年）4月1日 - 町名改正（中国語版）が実施され、本町一丁目・本町二丁目・本町三丁目・本町四丁目が誕生する。
- 1937年（昭和12年）10月1日 - 従来の西部標準時（グリニッジ標準時+8）が廃止され、日本標準時（グリニッジ標準時+9）に変更される[3]。
- 1945年（昭和20年）10月25日 - 日本が中華民国に降伏（台湾光復）したことにより、日本の町丁として事実上廃止される。同時に台湾省の省轄市としての台北市が成立し、同市の町名となる。
- 1946年（民国35年）
  - 月日不明 - 「臺灣省各縣市街道名稱改正辦法」により町名の改称が行われ府前段となり、本町が廃止される[4][5]。
  - 2月8日 - 台北市が城中区を設置し、府北里と府南里（現在の黎明里（中国語版））に再編成される[6][7]。

### 町名の変遷
町名の変遷は以下の通りとなる。
| 実施後 | 実施年月日   | 実施前（各町名ともその一部） | 実施前（各町名ともその一部） |
| ------ | ------------ | ---------------------------- | ---------------------------- |
| 本町   | 1922年4月1日 | 台北城内                     | 北門街                       |
| 本町   | 1922年4月1日 | 台北城内                     | 府直街                       |
| 本町   | 1922年4月1日 | 台北城内                     | 府後街                       |
| 本町   | 1922年4月1日 | 台北城内                     | 府前街                       |
| 本町   | 1922年4月1日 | 台北城内                     | 石坊街                       |

## 施設

### 公共
- 専売局台北支局（本町三丁目1）

### 企業
- 台湾貯蓄銀行（本町一丁目43）
- 三和銀行 台北支店（本町二丁目55）
- 島津製作所 台北出張所（本町三丁目1）
- 日本石油 台北販売所（本町四丁目5）